# Tribunal de Justiça da União Europeia
Para o tribunal internacional do Conselho da Europa que interpreta a Convenção Europeia dos Direitos Humanos, consulte Tribunal Europeu dos Direitos Humanos.

O Tribunal de Justiça da União Europeia (TJUE) (francês: Cour de Justice de l'Union européenne ou "CJUE", latim: Curia) é o poder judicial da União Europeia (UE). Sediado no bairro de Kirchberg, na Cidade do Luxemburgo, no Luxemburgo, esta instituição da UE é composta por dois tribunais distintos: o Tribunal de Justiça e o Tribunal Geral. De 2005 a 2016, abrigou também o Tribunal da Função Pública. Tem um sistema judicial sui generis, isto é, “único no seu próprio género”, e é uma instituição supranacional.
| Tribunais           | Tribunal de Justiça da União Europeia (TJUE) | Tribunal de Justiça da União Europeia (TJUE) |
| Tribunais           | Tribunal de Justiça                          | Tribunal Geral                               |
| ------------------- | -------------------------------------------- | -------------------------------------------- |
| Designação informal | Tribunal Europeu de Justiça (TEJ)            | Tribunal Geral Europeu (TGE)                 |

O TJUE é a principal autoridade judicial da União Europeia e supervisiona a aplicação e interpretação uniformes do direito da União Europeia, em cooperação com o poder judicial nacional dos estados-membros. O TJUE também resolve litígios entre os governos nacionais e as instituições da UE e pode tomar medidas contra as instituições da UE em nome de indivíduos, empresas ou organizações cujos direitos tenham sido violados.

## Composição
O TJUE é composto por dois tribunais principais:
1. Tribunal de Justiça, informalmente conhecido como Tribunal Europeu de Justiça (TEJ), que aprecia os pedidos das decisões desfavoráveis, as anulações e os recursos apresentados pelos tribunais nacionais. É composto por um juiz de cada estado-membro da UE, bem como por 11 advogados-gerais.[10]
2. Tribunal Geral, informalmente conhecido por Tribunal Geral Europeu (TGE), que aprecia os pedidos de anulação apresentados pelos particulares, empresas e, menos frequentemente, pelos governos nacionais (centrando-se no direito da concorrência, nos auxílios estatais, no comércio, na agricultura e nas marcas). Desde 2020, o tribunal é composto por 54 juízes, embora apenas 49 lugares estejam atualmente a ser ocupados.[11]

## Função
A missão específica do TJUE é garantir que “a lei é observada” “na interpretação e aplicação” dos Tratados da União Europeia. Para conseguir isso, o TJUE:
- analisa a legalidade das ações tomadas pelas instituições da UE;[5]
- garante o cumprimento pelos Estados-Membros das suas obrigações nos termos dos Tratados, e
- interpreta o direito da União Europeia.[5]

A composição e o funcionamento dos tribunais são regulados pelos Regulamentos de Processo (Règlement intérieur ou Rules of Procedure).

## História
O TJUE foi originalmente criado em 1951 como um tribunal único denominado Tribunal de Justiça das Comunidades Europeias do Carvão e do Aço. Com a Comunidade Europeia da Energia Atómica (Euratom) e a Comunidade Económica Europeia (CEE), em 1957, a sua designação mudou para Tribunal de Justiça das Comunidades Europeias (TJCE). Em 1988, o Tribunal requereu à Comissão a criação de um Tribunal de Primeira Instância e, em 2004, foi também acrescentado o Tribunal da Função Pública da União Europeia. O Tribunal da Função Pública tratava das questões do emprego público.
O Tratado de Lisboa em 2009 renomeou o sistema judicial para "Tribunal de Justiça da União Europeia" e renomeou o TJCE para "Tribunal de Justiça".
A língua de trabalho do Tribunal de Justiça da União Europeia é o francês.